# Centre-Péninsule—Saint-Sauveur
Circonscription électorale provinciale du Canada
Centre-Péninsule—Saint-Sauveur est une ancienne circonscription électorale provinciale du Nouveau-Brunswick.

## Géographie
Communautés de la circonscription électorale 8 
- Centre-Péninsule
- Village de Paquetville Saint-Isidore
- Baie de Petit-Pokemouche Bas-Paquetville
- Bois-Blanc Bois-Gagnon
- Duguayville
  - La partie de la communauté d'Évangéline dans la paroisse d'Inkerman;

- Four Roads Hacheyville
- Haut-Paquetville Inkerman
- Inkerman Ferry Losier Settlement
- Notre-Dame-des-Érables
  - La partie de la communauté de Landry Office dans la paroisse d'Inkerman;
  - La partie de la communauté de Maltempec dans la paroisse d'Inkerman;
  - La partie de la communauté de Petit-Paquetville dans la paroisse de Paquetville;
- Pokemouche Pont-Landry
- Rang-Saint-Georges Rocheville
- Saint-Amateur Sainte-Rose
- Saint-Sauveur Shippagan
- Six Roads Tilley Road
- Trudel Val-Doucet

## Liste des députés
|  | Denis Landry          | Libéral                   | 1995 - 1999 |
|  | Louis-Philippe McGraw | Progressiste-conservateur | 1999 - 2003 |
|  | Denis Landry          | Libéral                   | 2003 - 2006 |
|  | Denis Landry          | Libéral                   | 2006 - 2010 |
|  | Denis Landry          | Libéral                   | 2010 - 2014 |